# Drsňačky
Drsňačky (v anglickém originále The Heat) je americký kriminálně-komediální film z roku 2013 režiséra Paula Feiga. Hlavní role zvláštní agentky FBI Sarah Ashburnové a bostonské detektivky Shannon Mullinsové ztvárnily Sandra Bullock a Melissa McCarthy.

## Děj
Zvláštní agentka FBI Sarah Ashburnová je schopná vyšetřovatelka, ale kvůli aroganci není oblíbená mezi kolegy. Její šéf ji pošle do Bostonu kvůli vyšetřování drogového bosse Larkina a slíbí ji, že může nastoupit na jeho místo, pokud případ vyřeší a dokáže dobře spolupracovat s kolegy. V Bostonu se její parťačkou stane Shannon Mullinsová, schopná ale prostořeká a rebelující příslušnice bostonské policie. Zatímco Ashburnová postupuje vždy podle předpisů, Mullinsová uplatňuje spíše násilnější přístup. Mullinsová ukradla Ashburnové složku o Larkinovi, zjistila podrobnosti a trvala na tom, že s ní bude spolupracovat. Ashburnová souhlasí, protože si uvědomí, že se jí bude hodit někdo, kdo zná místní poměry.
Společně jdou do místního nočního klubu, kde umístí štěnici do telefonu majitele. Po opuštění klubu je konfrontují dva agenti DEA Craig a Adam, kteří na Larkinově případu již dlouho pracují. Ashburnová na obrazovce agentů DEA zjistí, že bratr Mullinsové Jason je možná propojený s Larkinem. Jdou pak společně k Mullinsovým, aby se pokusily zjistit od Jasona informace o Larkinovi. Mullinsová není u své rodiny příliš vítaná, protože poslala předtím Jasona do vězení. Jason, který vůči sestře nemá žádné špatné pocity, ji upozorní na mrtvolu drogového dealera v opuštěném autě. Díky tomu se pak agentky dostanou do továrny na barvy, kde jsou svědky vraždy drogového dealera Larkinovým člověkem jménem Julian. Nejsou od něj schopny dostat žádné důležité informace.
Ashburnová a Mullinsová pak stráví noc v baru. Ráno Ashburnová zjistí, že v opilosti dala klíče od svého auta jednomu z hostů baru. Neúspěšně ho prosí, aby jí je vrátil. Auto ale vybuchne, když do něj nastoupí. Během vyšetřování zjistí, že Julian utekl z vězení, což znamená, že rodina Mullinsových může být ohrožena. Mullinsová rodinu přestěhuje do motelu, ale zjistí, že Jason se přidal k Larkinovi, aby pomohl případ vyřešit. Dá Mullinsové tip na zásilku drog v přístavu. FBI tam zasáhne, ale jedná se pouze o zábavní loď, kde žádné drogy nebyly. Larkin Jasonovi neřekl pravdivé informace. Larkin se pokusí Jasona zabít, ale ten pouze skončí v kómatu.
Asburnová a Mullinsová se dozvědí o skladu, odkud Larkin řídí své operace, a infiltrují ho. Nakonec jsou ale chyceny a svázány Julianem, který se pokusí je mučit. Zavolá ho ale Larkin. Než odejde, zabodne do Ashburnové jeden nůž. Mullinsová ho z Ashburnové vytáhne a rozřeže svoje pouta. Než stihne osvobodit i Ashburnovou, objeví je Craig a Adam. Craig se je pokusí osvobodit, ale Adam ho zastřelí. Agentky si uvědomí, že Adam je ve skutečnosti Larkin. Larkin pak přikáže Julianovi obě zabít. On sám jde zabít Jasona do nemocnice. Mullinsové se ale pak povede osvobodit a Ashburnová zneškodní Juliana ránou do hlavy. Obě pak odjedou do nemocnice zachránit Jasona.
Po příjezdu Mullinsová spěchá za Jasonem, Ashburnová se kvůli ráně v noze nemůže rychle pohybovat. Mullinsová pak najde u Jasona Larkina se stříkačkou. Mullinsová se vzdá zbraně, aby zachránila bratrův život. Ashburnová se do místnosti připlazí a zneškodní Larkina, když ho střelí do rozkroku. Když je případ s Larkinem vyřešen, Ashburnová požádá, aby mohla zůstat v bostonském oddělení FBI. Spřátelila se totiž s Mullinsovou. Jason se z kómatu zotaví. Mullinsová dostane vyznamenání a urovná svůj vztah s rodinou.

## Obsazení
| Sandra Bullock   | Sarah Ashburnová           |
| Melissa McCarthy | Shannon Mullinsová         |
| Demián Bichir    | Hale                       |
| Marlon Wayans    | Levy                       |
| Michael Rapaport | Jason Mullins              |
| Jane Curtin      | paní Mullinsová            |
| Dan Bakkedahl    | zvláštní agent Craig       |
| Taran Killam     | zvláštní agent Adam Larkin |
| Michael McDonald | Julian                     |
| Tom Wilson       | kapitán Woods              |
| Bill Burr        | Mark Mullins               |
| Tony Hale        | The John                   |
| Nathan Corddry   | Michael Mullins            |
| Kaitlin Olson    | Tatiana                    |
| Andy Buckley     | Robin                      |

## Ohlas
V domácích kinech utržily Drsňačky přes 159 milionů dolarů, v zahraničí pak přes 70 milionů. Celosvětové tržby tak činily 229 696 224 dolarů.
Snímek zároveň sklidil vesměs pozitivní reakce kritiky. Agregátor filmových recenzí Rotten Tomatoes jej ohodnotil na 162 recenzí 66%. Podobný server Metacritic ohodnotil Drsňačky na základě 37 recenzí 60 body ze 100, což naznačuje smíšené, případně pozitivní kritiky.

## Ocenění a nominace
| Ocenění                                    | Kategorie                                    | Nominovaný                                 | Výsledek  |
| ------------------------------------------ | -------------------------------------------- | ------------------------------------------ | --------- |
| Alliance of Women Film Journalists         | herečka, která nutně potřebuje nového agenta | Melissa McCarthy                           | nominace  |
| American Comedy Awards                     | nejlepší herečka (komedie)                   | Sandra Bullock                             | nominace  |
| American Comedy Awards                     | nejlepší herečka (komedie)                   | Melissa McCarthy                           | vítězství |
| American Comedy Awards                     | nejzávavnější film                           |                                            | nominace  |
| Teen Choice Awards                         | nejlepší letní filmová hvězda: žena          | Sandra Bullock                             | vítězství |
| Teen Choice Awards                         | nejlepší letní filmová hvězda: žena          | Melissa McCarthy                           | nominace  |
| Teen Choice Awards                         | nejlepší filmová chemie                      | Sandra Bullock a Melissa McCarthy          | vítězství |
| Teen Choice Awards                         | nejlepší letní film (komedie)                |                                            | nominace  |
| Teen Choice Awards                         | nejlepší nakopávač zadků                     | Melissa McCarthy                           | nominace  |
| Critics' Choice Movie Awards               | nejlepší filmová herečka (komedie)           | Melissa McCarthy                           | nominace  |
| Critics' Choice Movie Awards               | nejlepší filmová herečka (komedie)           | Sandra Bullock                             | nominace  |
| Critics' Choice Movie Awards               | nejlepší film (komedie)                      |                                            | nominace  |
| Filmové ceny MTV                           | nejlepší výkon (komedie)                     | Melissa McCarthy                           | nominace  |
| Golden Trailer Awards                      | nejlepší dabing                              | 20th Century Fox                           | nominace  |
| Golden Trailer Awards                      | nejlepší TV reklama (komedie)                | 20th Century Fox a Open Road Entertainment | nominace  |
| People's Choice Awards                     | nejlepší film (komedie)                      |                                            | vítězství |
| People's Choice Awards                     | nejlepší filmová herečka (komedie)           | Melissa McCarthy                           | nominace  |
| People's Choice Awards                     | nejlepší filmová herečka (komedie)           | Sandra Bullock                             | vítězství |
| People's Choice Awards                     | nejlepší filmová dvojka                      | Sandra Bullock a Melissa McCarthy          | nominace  |
| St. Louis Gateway Film Critics Association | nejlepší film (komedie)                      |                                            | nominace  |
| Women Film Critics Circle                  | nejlepší herečka (komedie)                   | Melissa McCarthy                           | vítězství |